# توزیع بر
توزیع بر در نظریه احتمال و آمار یک توزیع پیوسته احتمال برای متغیرهای تصادفی غیرمنفی است.
تابع چگالی احتمال آن به صورت زیر است:
{\displaystyle f(x,c,k)=ck{\frac {x^{c-1}}{(1+x^{c})^{k+1}}}\!}
تابع توزیع تجمعی آن به صورت زی است:
{\displaystyle F(x,c,k)=1-\left(1+x^{c}\right)^{-k}}